# هیلدبراندسهاوزن
هیلدبراندسهاوزن (به آلمانی: Hildebrandshausen) یک منطقهٔ مسکونی در آلمان است که در Südeichsfeld واقع شده‌است. هیلدبراندسهاوزن ۴۱۴ نفر جمعیت دارد.